# Власов, Григорий Сергеевич
Григорий Сергеевич Власов (род. 15 августа 1984 год, Свердловск) — российский игрок в настольный теннис, член национальной сборной России. Бронзовый призёр чемпионата Европы. Четырёхкратный чемпион России (в одиночном, парном, смешанном и командном разрядах). Мастер спорта России международного класса.
Самой высокой позицией в мировом рейтинге ITTF было 49-е место в январе 2015 года.
В настольный теннис начал играть в возрасте 7 лет в группе своего отца С. Ф. Власова, у которого тренируется и по сей день. Звание мастера спорта присвоено Григорию Власову в возрасте 13 лет. 15 января 2015 года Григорию Власову присвоено звание мастера спорта России международного класса.

## Спортивные достижения

### Чемпионаты Европы
Григорий Власов — обладатель бронзовой медали Чемпионата Европы 2013 года в командном разряде. Кроме него в составе команды России играли Александр Шибаев, Алексей Смирнов, Алексей Ливенцов и Кирилл Скачков.

### Чемпионаты России
Григорий Власов является чемпионом России 2012 года в одиночном разряде. В паре с Яной Носковой он стал чемпионом России 2014 года в миксте. В 2017 году Григорий Власов стал чемпионом России в паре с Фёдором Кузьминым.
| Разряды | Одиночный | Парный  | Микст   | Командный |
| ------- | --------- | ------- | ------- | --------- |
| 2001    | 22        |         |         |           |
| 2002    | 33        |         | Бронза  | Бронза    |
| 2003    | 16        |         |         |           |
| 2006    | 28        |         |         | Бронза    |
| 2007    | Серебро   |         |         | Бронза    |
| 2009    | Бронза    |         |         |           |
| 2010    | 10        |         |         |           |
| 2011    | 4         | Серебро |         |           |
| 2012    | Золото    | Бронза  |         | Бронза    |
| 2013    | Бронза    | Бронза  |         |           |
| 2014    | Бронза    | Серебро | Золото  | Серебро   |
| 2015    | Бронза    |         |         | Золото    |
| 2016    | Серебро   | Серебро | Серебро |           |
| 2017    | Серебро   | Золото  | Серебро | 6         |

## Клубная карьера
Выступал за следующие клубы: «Ямал», Ноябрьск (1997—1998), «Иртыш», Тобольск (1998—1999), «Торино», Италия (1999—2001), «Милан», Италия (2001—2003), «Кальяри», Италия (2003—2005), «Торино», Италия (2005—2008), «УГМК», Верхняя Пышма (2008—2011), «Барс», Казань (2011—2012). В настоящее время выступает за «Фортуна», Киев (Украина).